# Leptocera australis
Leptocera australis är en tvåvingeart som först beskrevs av Brethes 1920.  Leptocera australis ingår i släktet Leptocera och familjen hoppflugor. Inga underarter finns listade i Catalogue of Life.